# Tintorera
Pour plus de détails, voir Fiche technique et Distribution.
Tintorera (¡Tintorera!), parfois commercialisé sous le titre Les Dents d'acier ou Du sang dans les Bermudes est un film d'épouvante britanno-mexicain réalisé par René Cardona Jr. et sorti en 1977.
Il est adapté du roman homonyme de l'océanographe Ramón Bravo (es) publié en 1975.

## Fiche technique
- Titre original : ¡Tintorera!
- Titre français : Tintorera ou  Du sang dans la mer ou Du sang dans les Bermudes ou Le Monstre aux dents d'acier ou Les Dents d'acier[1]
- Réalisateur : René Cardona Jr.
- Scénario : René Cardona Jr., Christina Schuch et Ramón Bravo (es) d'après son roman homonyme paru en 1975.
- Photographie : Ramón Bravo, Leon Sanchez
- Montage : Peter Zinner, Earle Herdan
- Musique : Basil Poledouris
- Effets spéciaux : Raul Martinez Cardenas, Miguel Vazquez
- Décors : Carlos Arjona
- Maquillage : Guadalupe Gorráez, Olga Ruiseco
- Production : Gerald Green, John Daly, David Hemmings[1]
- Société de production : Conacite Uno, Productora Filmica Real, Tint-Mex, Hemdale Film[1]
- Pays de production :  Mexique -  Royaume-Uni
- Langue de tournage : espagnol
- Format : Couleur - 1,85:1 - Son mono - 35 mm
- Durée : 
  - Version intégrale : 126 minutes (2 h 6)
  - Version censurée mexicaine : 117 minutes (1 h 57)
  - Version censurée britannique : 89 minutes (1 h 29)
- Genre : Film d'épouvante
- Dates de sortie :
  - Mexique : 7 avril 1977
  - Royaume-Uni : 18 novembre 1978
  - France : 8 octobre 1980[1]

## Distribution
- Susan George : Gabriella
- Hugo Stiglitz : Steve
- Andrés García : Miguel
- Fiona Lewis : Patricia
- Laura Lyons : Cinzia
- Jennifer Ashley : Kelly
- Roberto Guzmán : Colorado
- Priscilla Barnes : La fille au bar